# Victoria-Siedlung

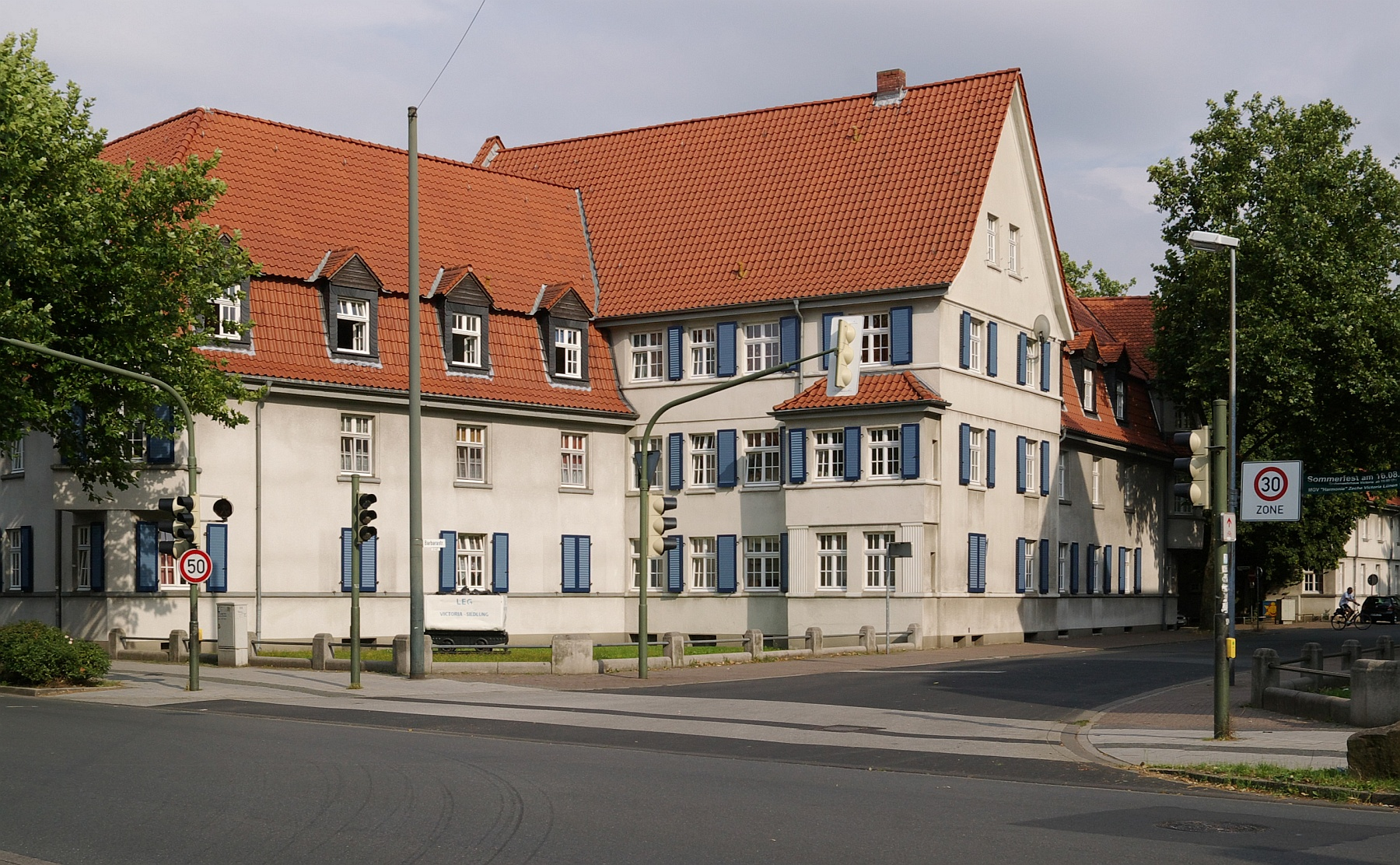
Wohnblock der Victoria-Siedlung

Die Victoria-Siedlung ist eine Arbeitersiedlung in Lünen-Nord. Sie wurde in den Jahren 1909 bis 1912 nach Entwürfen des Dortmunder Architekturbüros D. & K. Schulze für die Belegschaft der Zeche Victoria errichtet. Sie steht unter Denkmalschutz.
Die Siedlung orientiert sich in ihrer Gestaltung an der Gartenstadtbewegung. Neben mehrgeschossigen Wohnblocks und Reihenhäusern bestimmen vor allem Doppelhäuser in teils aufgelockerter, teils verdichteter Bebauung das Bild. Zum ursprünglichen Siedlungskonzept gehörten die Integration von Einkaufsmöglichkeiten für die Bevölkerung, ebenso Gaststätten und Wohlfahrtseinrichtungen.
Im Jahre 1947 gab es durch vergiftetes Trinkwasser Massenerkrankungen, durch die 238 Personen befallen waren und acht Tote, überwiegend Kinder,
zu beklagen waren. Ursache war wohl ein Defekt in den Trinkwasserleitungen, durch welchen Grubenwasser der angrenzenden Zeche Victoria und Wasser der vorbeifließenden Lippe eindringen konnte und das Trinkwasser verunreinigte.